# Circuit de Montjuïc
El Circuit de Montjuïc va ser un circuit de curses situat a la muntanya de Montjuïc, a Barcelona. Es tractava d'un circuit urbà que aprofitava els carrers i avingudes de la muntanya màgica i on del 1932 al 1986 s'hi disputaren diverses curses de renom internacional com ara el Gran Premi d'Espanya de motociclisme, el Gran Premi d'Espanya de Fórmula 1 i les 24 Hores de Montjuïc.
El circuit es caracteritzava per la seva gran dificultat de pilotatge i alhora pel seu entorn pintoresc. La seva perillositat i les diverses víctimes mortals que s'hi anaren produint, tant entre els pilots com entre el públic, van acabar ocasionant-ne l'abandonament després de l'edició de 1986 de les 24 Hores de Montjuïc.

## Història

### Antecedents
A Catalunya, les primeres curses internacionals d'esports de motor se celebraren a començaments del segle xx. El 1906 se'n disputà la primera de motociclisme, la Copa Samà, al circuit Tarragona-Lleida-Tarragona i el 1908 la primera d'automobilisme, la Copa Catalunya, al Circuit del Baix Penedès. El 1923 es va córrer el primer Gran Premi automobilístic d'Espanya a l'Autòdrom de Terramar, a Sant Pere de Ribes i el 1929 es va organitzar el Gran Premi d'Europa de motociclisme en un circuit improvisat que aprofitava diverses carreteres als voltants de l'Ametlla del Vallès.

### Inauguració
El 25 de desembre de 1932, l'Associació de Corredors Motociclistes de Catalunya organitzà els primers Campionats Motociclistes de Catalunya en Carretera, una cursa que partia del Parc de Montjuïc. A partir de 1933 es va fer servir aquell mateix circuit, el qual mantingué pràcticament el mateix recorregut des d'aleshores, per a celebrar-hi el Gran Premi Penya Rhin ('Penya Rhin Grand Prix'), un esdeveniment d'automobilisme que es va repetir anualment fins al 1936. També el 1933 se celebrà el primer "Gran Premi Internacional de Barcelona" de motociclisme.

### Ressò internacional
D'ençà de 1950, l'antic Gran Premi de Barcelona de motociclisme de Montjuïc esdevingué Gran Premi d'Espanya i es mantingué al circuit fins al 1976.
Entre 1969 i 1975 es va celebrar bianualment a Montjuïc, alternant-se amb el circuit del Jarama, el Gran Premi d'Espanya de Fórmula 1. L'esdeveniment es va desplaçar definitivament al Jarama arran d'un greu accident que es produí a l'edició de 1975.
D'altra banda, el 1955 se celebraren per primer cop les 24 Hores de Montjuïc de resistència al mateix circuit. Aquesta prova es clausurà després de l'edició de 1986, que acabà amb diversos accidents i la mort de Mingo Parés. Des d'aleshores, el circuit caigué definitivament en desús i calgué esperar cinc anys perquè Catalunya recuperés un circuit de curses de rang internacional, el Circuit de Catalunya de Montmeló, al Vallès Oriental. Des de 1991, a Montmeló s'hi disputa el Gran Premi d'Espanya de Fórmula 1 i des de 1992 el Gran Premi de Catalunya de motociclisme (aquest darrer, anomenat Gran Premi d'Europa fins al 1995).

### Llegat

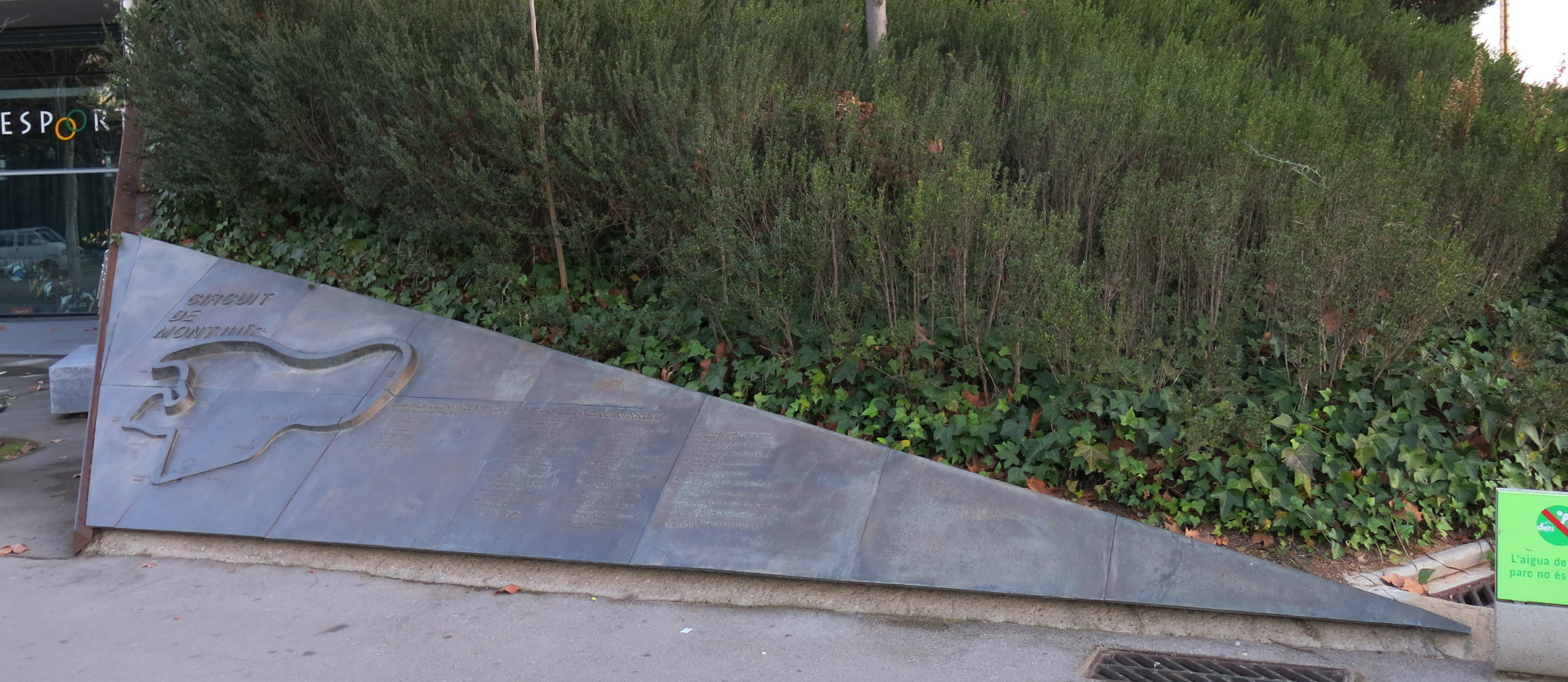
Placa commemorativa vora el Museu Olímpic

El 2004, l'Ajuntament de Barcelona va decidir senyalitzar el traçat de l'antic circuit, que es conserva força igual excepte a la recta de l'Estadi que es va modificar quan es va construir l'Anella Olímpica de Montjuïc i actualment té un traçat suaument corbat. Una placa col·locada vora el Museu Olímpic i de l'Esport, a prop de l'Estadi Olímpic Lluís Companys, recorda el circuit.
El 2007 se celebrà el 75è aniversari del circuit al llarg dels dies 13 i 14 d'octubre sota el nom de Martini Legends. A l'esdeveniment s'hi van poder veure cotxes de les diferents èpoques del circuit i pilots de renom com ara Jackie Stewart, Emerson Fittipaldi o Marc Gené.
El 8 de desembre de 2012 es va celebrar la cursa Montjuïc Revival
per a commemorar el 80è aniversari de l'antic circuit, en la qual van participar uns 250 cotxes i motos clàssics. L'esdeveniment, però, va ser suspès per l'Ajuntament de Barcelona després que un dels vehicles sortís de pista i ferís dos membres de l'organització, un d'ells de gravetat.

## Característiques

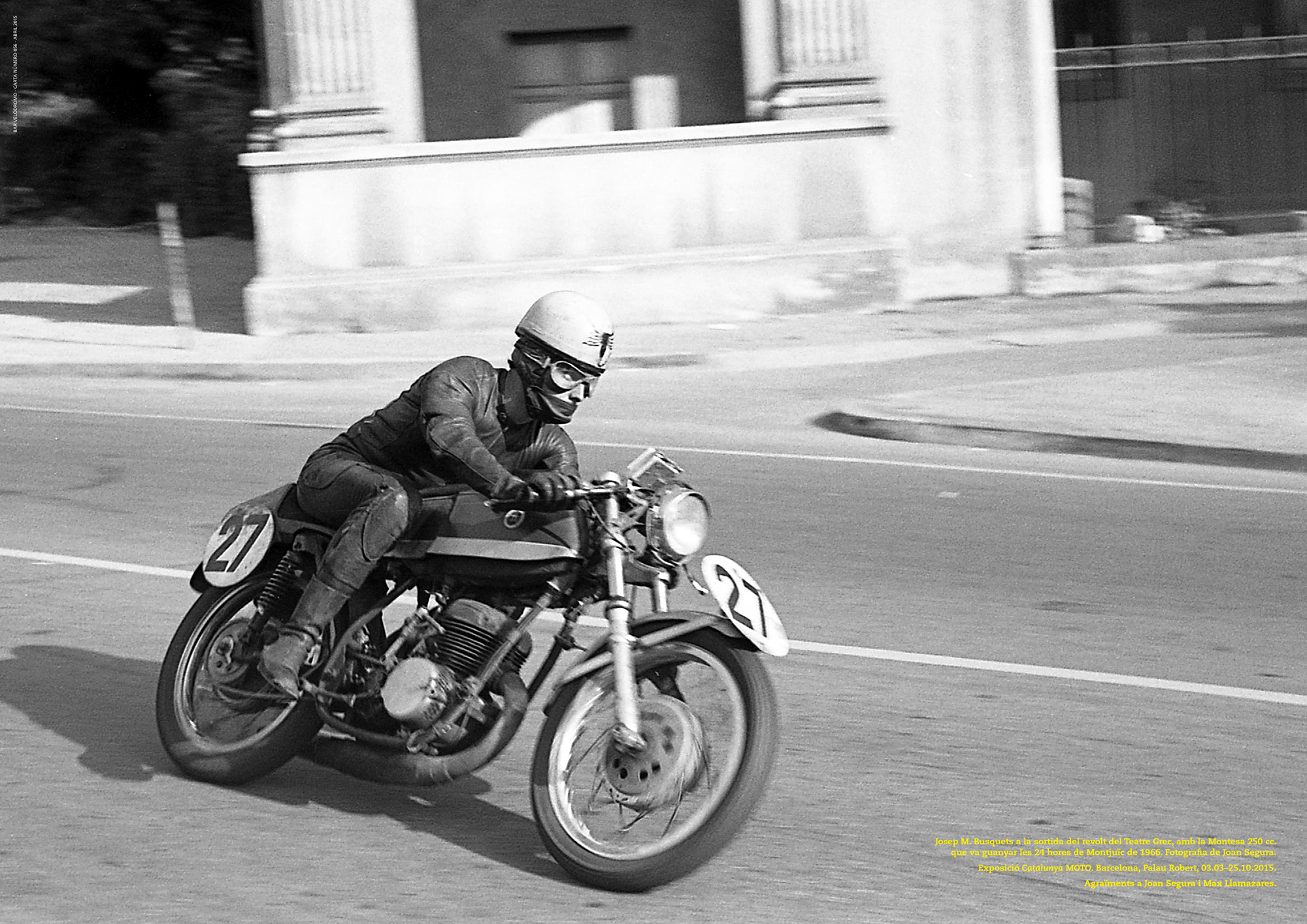
Josep Maria Busquets al revolt del Teatre Grec durant les 24 Hores de 1966

El circuit tenia una longitud de 3.791 metres i es recorria en sentit contrari al de les busques del rellotge. Recorria el vessant nord del turó on es troba el Parc de Montjuïc i constava de dos sectors totalment oposats, un de molt ràpid en pujada i un de lent i sinuós de baixada: tot just després de la sortida s'enllaçava amb una pujada de revolts ràpids fins a arribar a la recta de l'Estadi, on s'enllaçava amb una baixada on hi havia diversos revolts lents.
Com a circuit urbà que era, tenia unes característiques singulars com ara el revolt anomenat "Vies", on els vehicles havien de travessar les vies del tramvia, o l'espectacular rasant de la "Recta de l'Estadi", on els vehicles volaven diversos metres a causa del sobtat canvi de rasant.

### Traçat
La sortida es feia a la Recta de les Fonts -al peu del turó de Montjuïc- i després pujava per carrers amples i revolts ràpids (La Pèrgola, Poble Espanyol i Sant Jordi) fins al cim del turó, passant prop de l'Estadi Olímpic, on el circuit iniciava la seva fase descendent cap a la recta de sortida per una forta baixada que incloïa els revolts de Miramar, Roserar (conegut a l'època com a Rosaleda) i Font del Gat, seguits pels del Teatre Grec i Vies. Un cop arribat a l'últim revolt, un angle pronunciat de 90° anomenat "Guàrdia Urbana", el circuit arribava al punt de sortida.

#### Fites
Fonts:

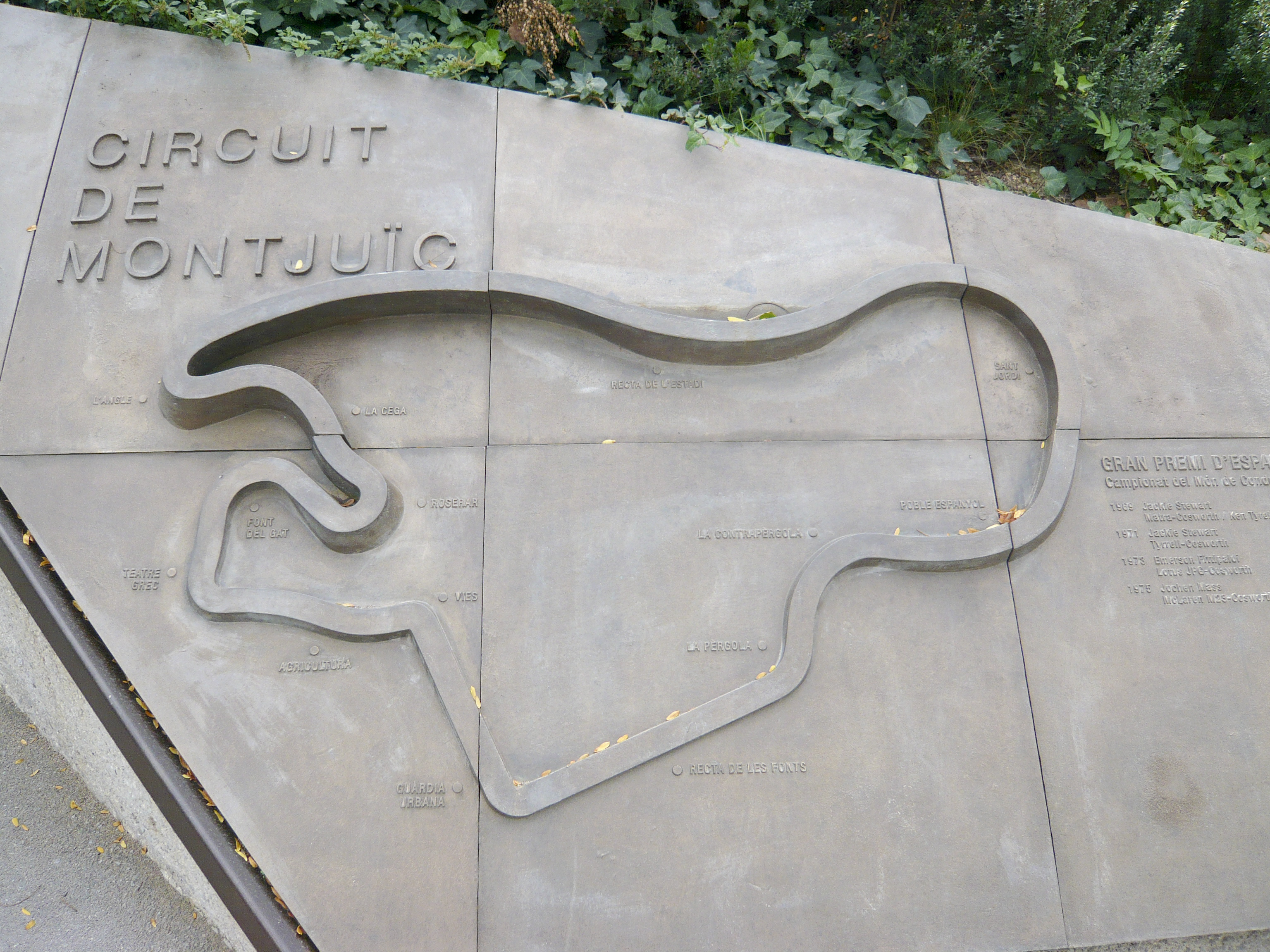
La configuració del circuit a la placa commemorativa del Museu Olímpic

1. Recta de les Fonts: a l'Avinguda Rius i Taulet, prop de la Font Màgica, era una de les rectes més netes i llargues del traçat.
2. La Pèrgola: revolt suau a l'esquerra que adoptava el nom del restaurant situat en aquest tram, ben a prop de l'actual CaixaForum.
3. La Contrapèrgola: revolt a la dreta just en sortir de la Pèrgola.
4. Poble Espanyol: era un revolt crucial per a poder començar la pujada en un dels punts més ràpids del circuit.
5. Sant Jordi: a tocar de la Plaça de Sant Jordi, era el revolt més llarg i ràpid de tot el circuit i es podia fer gairebé sense frenar.
6. Recta de l'Estadi: malgrat ser una recta perfecta, més aviat un revolt llarg i suau, era un dels millors llocs per a fer avançaments. Va ser el punt de sortida durant les dècades del 1960 i 1970.
7. Rasant: el punt més ràpid culminava en aquest últim tram, on s'arribava als 250 km/h. Era fàcil veure els vehicles saltant petites distàncies en iniciar el canvi de rasant.
8. L'angle de Miramar (o "Revolt de l'Angle"), un dels revolts més tancats del circuit, on es passava de 250 a 80 km/h en poc més de 300 metres. El nom li venia de l'Avinguda de Miramar, que començava en aquell punt i al final de la qual hi havia els antics Estudis de Miramar de TVE.
9. Rosaleda (o "Revolt del Museu Etnològic"), un revolt molt tancat i ben peraltat, on es podien fer avançaments. El nom li venia del roserar dels Jardins de Laribal, del qual era a tocar.
10. Font del Gat, un revolt cec on era freqüent veure com els pilots experts guanyaven uns metres als més novells.
11. Teatre Grec, un revolt peraltat de gairebé 90° on la traçada del circuit es creuava amb un carrer que seguia recte.
12. Vies (o "Viratge de la Tècnica"), anomenat així pel fet que inicialment el circuit passava per sobre de les vies del tramvia, al costat de l'antic Palau de la Tècnica (l'actual Institut Cartogràfic i Geològic de Catalunya).
13. Guàrdia Urbana (o "Revolt de la premsa"), revolt de 90° que passava per davant de la tribuna de premsa i la seu de la Guàrdia Urbana a Montjuïc (al número 2 del carrer de la Guàrdia Urbana).

### Versions
El disseny del traçat es va mantenir pràcticament inalterable al llarg dels anys. Els únics canvis van ser els dels  anys 1951 i 1952 quan, per complir amb la nova normativa de la FIM per a les curses de motociclisme, es van dissenyar dos circuits diferents, un de 6.033 metres i l'altre de 4.205. Es diferenciaven de l'anterior disseny pel fet que des de la Plaça de Sant Jordi s'empraven diferents avingudes a la zona alta del turó, fent la volta a l'estadi i reprenent l'antic traçat a l'angle de Miramar.
D'altra banda, a partir de 1966, per als Grans Premis de motociclisme i posteriorment per als de Fórmula 1 es va canviar la línia de meta i es va traslladar de la Recta de les Fonts a la de l'Estadi. A més a més, s'hi afegí una xicana passada la recta de l'Estadi, abans de l'angle de Miramar (que fou eliminada després de les obres prèvies a les Olimpíades de Barcelona 92).

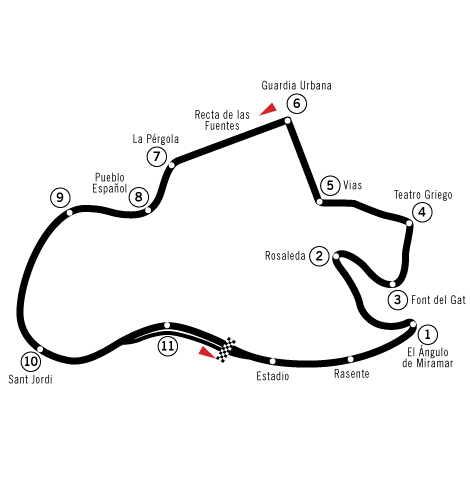
La configuració moderna del circuit, amb la sortida prop de l'Estadi

Amb la nova configuració de 1966, l'ordre de les fites del circuit era el següent:
1. Recta de l'Estadi
2. Rasant
3. L'angle de Miramar
4. Rosaleda
5. Font del Gat
6. Teatre Grec
7. Vies
8. Guàrdia Urbana
9. Recta de les Fonts
10. La Pèrgola
11. La Contrapèrgola
12. Poble Espanyol
13. Sant Jordi

## Esdeveniments principals

### 24 Hores de Montjuïc

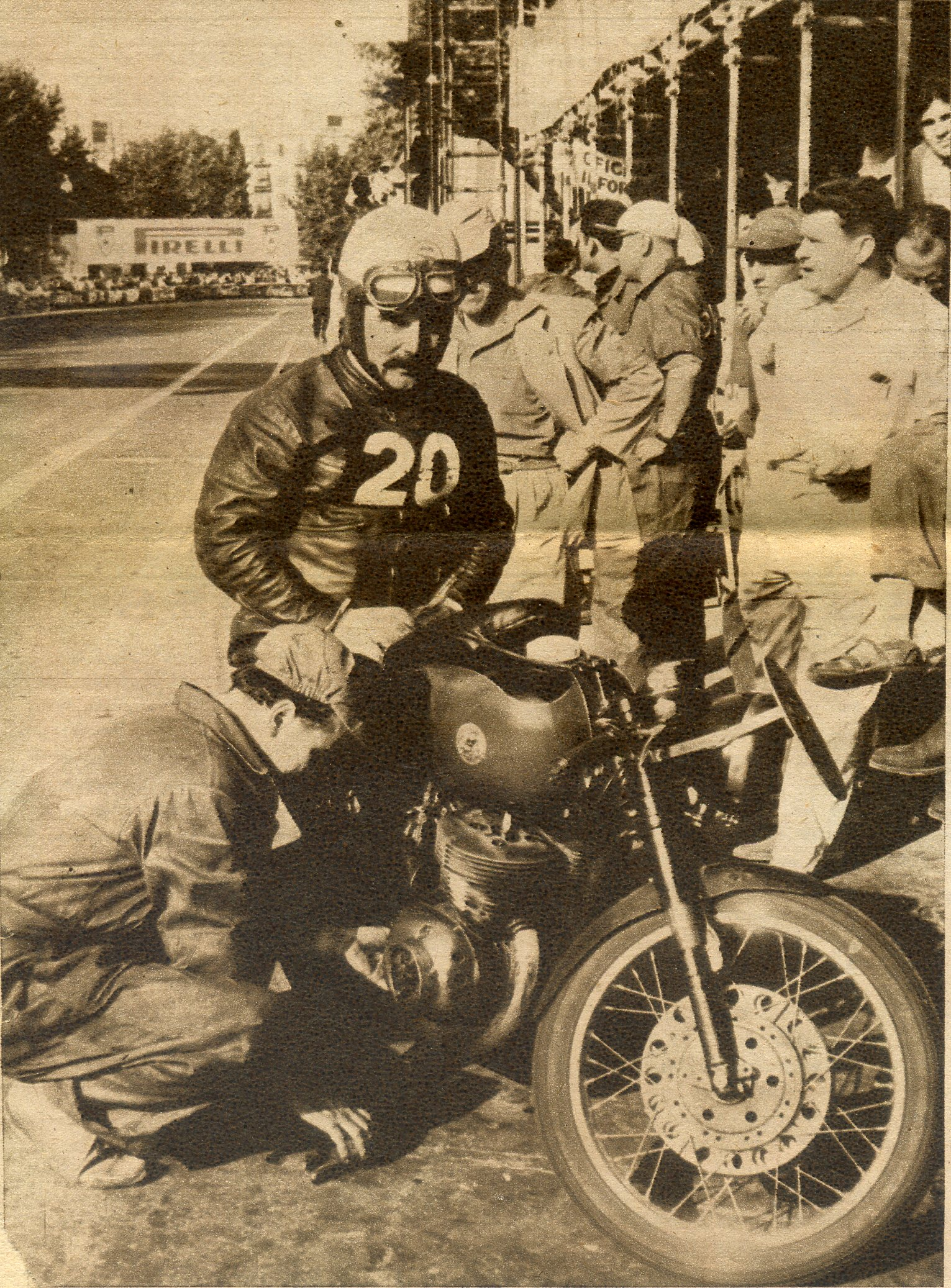
Simó Pou amb la Derbi 350 a les 24 Hores de

El circuit va ser l'escenari de les 24 Hores de Montjuïc des de 1955 fins a 1986. Des de 1960 fins a 1982, aquesta prova va ser puntuable per al Campionat del Món de resistència, en les seves diferents denominacions. El darrer any, 1982, es va produir un boicot de les principals escuderies i la FIM va decidir eliminar la prova del campionat a partir de 1983, en considerar que el circuit havia quedat desfasat. Tot i així, les 24 Hores van continuar celebrant-s'hi fins al 1986, en què un tràgic accident va provocar la definitiva cancel·lació de l'esdeveniment.

#### Accidents mortals
Al circuit de Montjuïc s'hi produïren diversos accidents mortals. Només a les 24 Hores hi moriren set participants al llarg dels anys:
- Conrad Cadirat (1959)
- Pere Bernaus (1966)
- Gerald Bunting i Peter Strauss (1970)
- Francesc Cufí (1973)
- Niklaus Rück (1985)
- Mingo Parés (1986)

A banda dels participants, també hi moriren membres de l'organització, com ara el comissari de pista Joan Gálvez Ferrándiz (1981) i fins i tot pilots fora de la cursa: Marià Vilagrasa fou assassinat d'un tret per un "guàrdia de parcs i jardins" el 1956 mentre s'entrenava de nit al circuit, uns dies abans de les 24 Hores.

### Gran Premi de motociclisme

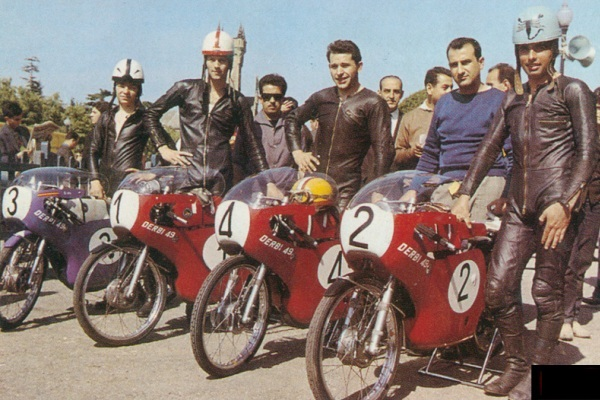
L'equip de Derbi a Montjuïc durant el GP d'Espanya de 1963

El circuit de Montjuïc va ser la seu del Gran Premi d'Espanya de motociclisme de forma ininterrompuda de 1950 a 1968, així com cada dos anys, alternant-se amb el circuit del Jarama, del 1970 al 1976. Llevat de l'edició inaugural i del període comprès entre el 1956 i el 1960, el Gran Premi va formar part del mundial de motociclisme.
A Montjuïc s'hi visqueren jornades que han passat als anals del motociclisme català. A l'edició de 1968, Salvador Cañellas guanyà la cursa de 125cc amb la Bultaco TSS i esdevingué el primer català a guanyar un Gran Premi del mundial. Cañellas tornà a guanyar a Montjuïc el 1970, aquest cop amb una Derbi de 50cc. A l'edició de 1974, dos catalans van guanyar-hi curses: Min Grau la de 125cc i Víctor Palomo la de 350cc.

### Gran Premi de Fórmula 1

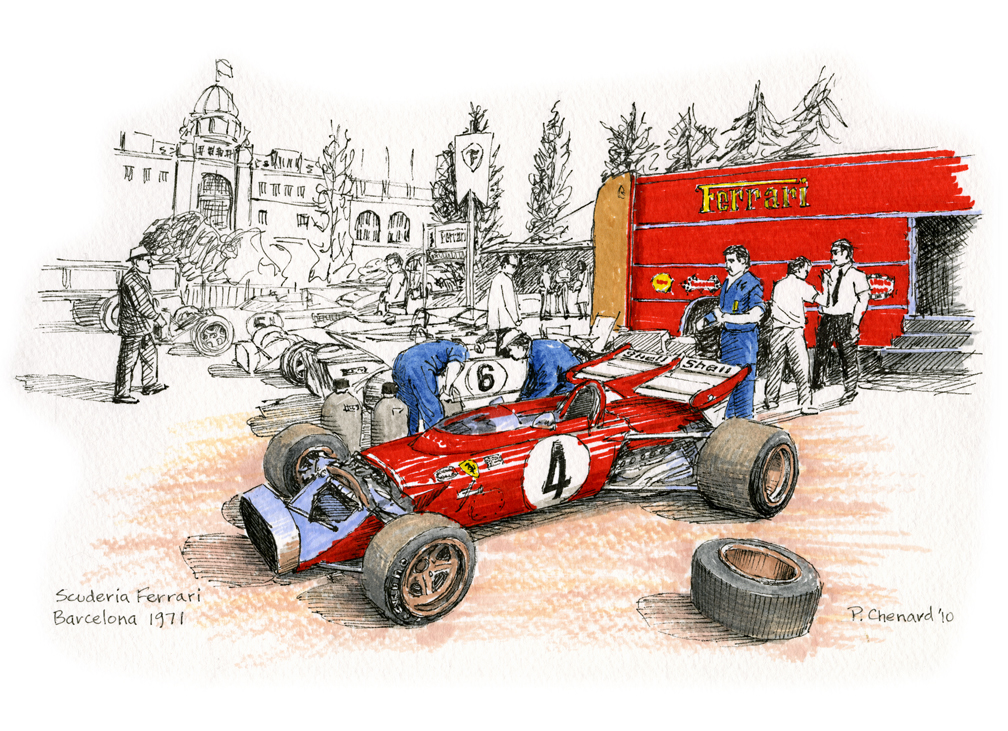
La Scuderia Ferrari al pàdoc de Montjuïc durant el GP d'Espanya de 1971

Les dues primeres edicions del Gran Premi d'Espanya puntuables per al Campionat del Món de Fórmula 1 es van celebrar també en un circuit urbà barceloní, el circuit de Pedralbes, els anys 1951 i 1954. Espanya no va aconseguir l'organització d'un nou Gran Premi fins al 1968 i aquell any es va córrer al circuit del Jarama, alhora que s'acordà d'alternar l'escenari del Gran Premi entre aquell circuit i el de Montjuïc. El primer Gran Premi d'Espanya disputat al circuit de Montjuïc va ser, doncs, el de 1969. Jackie Stewart va guanyar aquella cursa i la de 1971. El 1973, el guanyador fou Emerson Fittipaldi.
L'edició de 1975 va estar marcat per la tragèdia. Durant les pràctiques hi va haver incidents que van fer dubtar sobre la seguretat del circuit de Montjuïc. Emerson Fittipaldi, dues vegades guanyador del campionat, es va retirar de la cursa en protesta després de la primera volta. A la volta 26, el monoplaça de Rolf Stommelen va perdre l'aleró posterior a la recta de l'estadi i va sortir disparat enlaire. En caure va matar quatre persones: el bomber Joaquim Benaches Morera, l'espectador Andreu Ruiz Vilanova i els dos fotògrafs Mario de Roia i Antoni Font Bayarri. La cursa va ser aturada i se'n va declarar guanyador Jochen Mass.

#### Guanyadors
| Any  | Pilot              | Constructor  | Data       | Resultats |
| ---- | ------------------ | ------------ | ---------- | --------- |
| 1969 | Jackie Stewart     | Matra-Ford   | 4 de maig  | Resultats |
| 1971 | Jackie Stewart     | Tyrrell-Ford | 18 d'abril | Resultats |
| 1973 | Emerson Fittipaldi | Lotus-Ford   | 29 d'abril | Resultats |
| 1975 | Jochen Mass        | McLaren-Ford | 27 d'abril | Resultats |

## Galeria

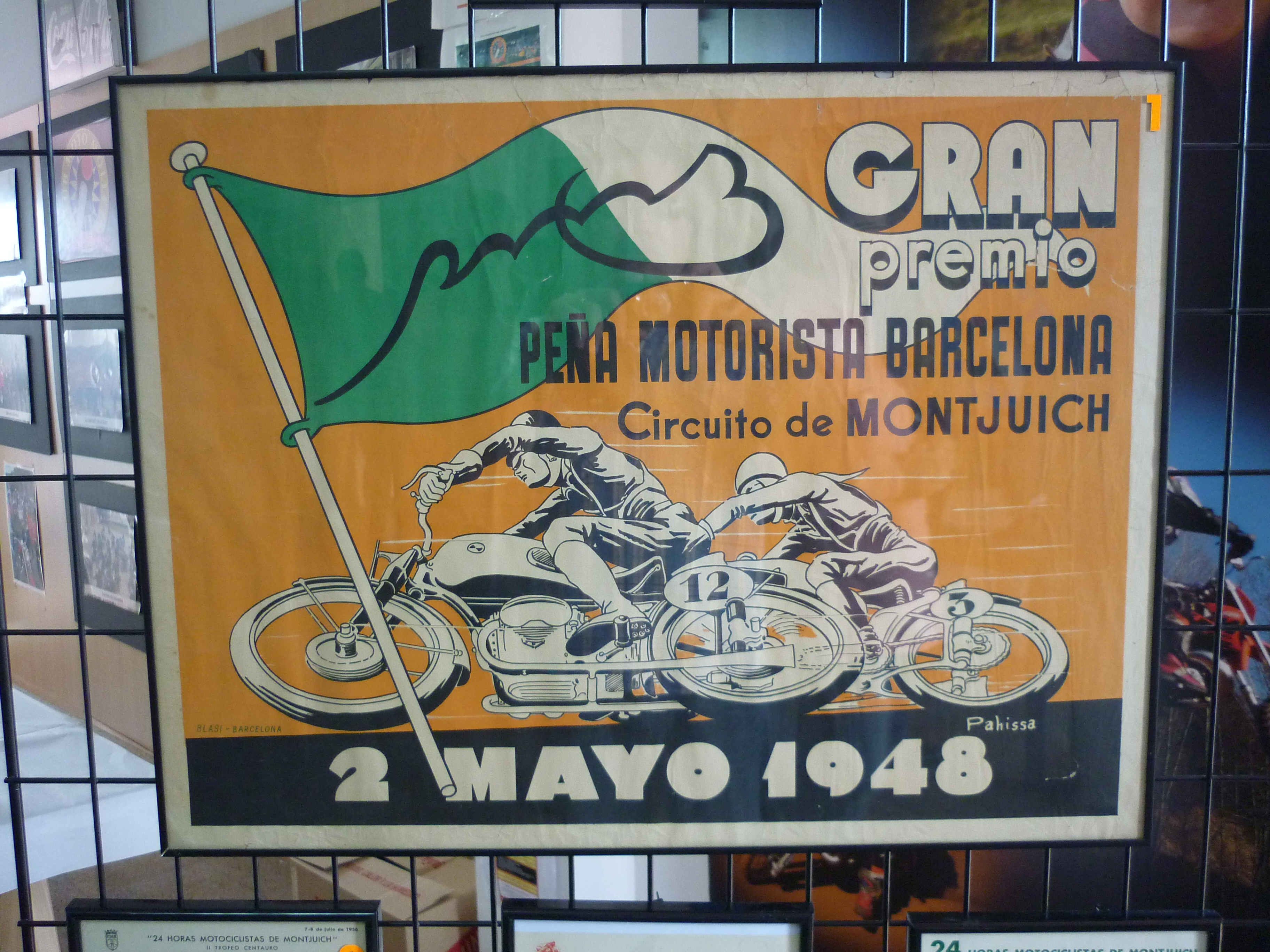
Cartell del GP de Barcelona de 1948
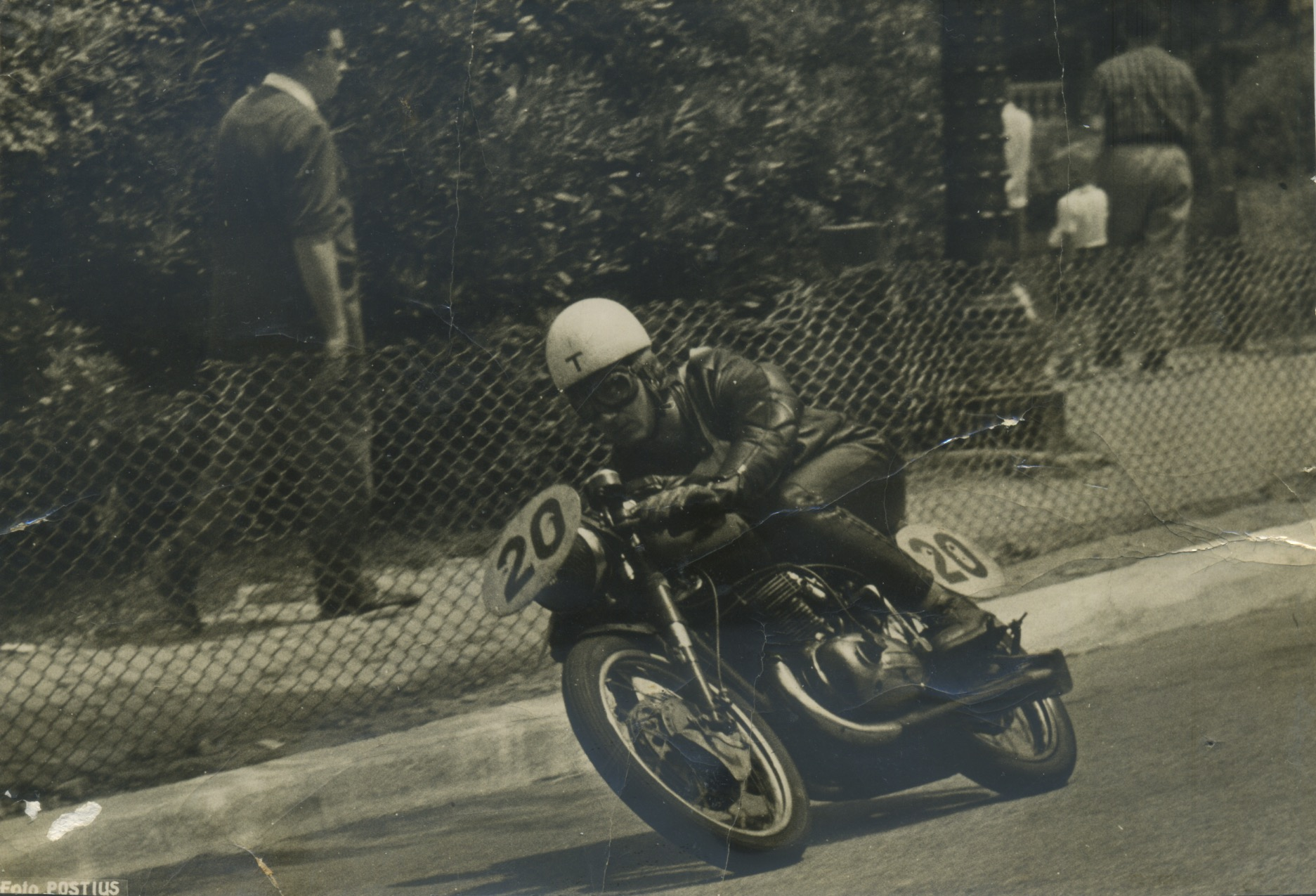
Paco Tombas a les 24 Hores de 1958
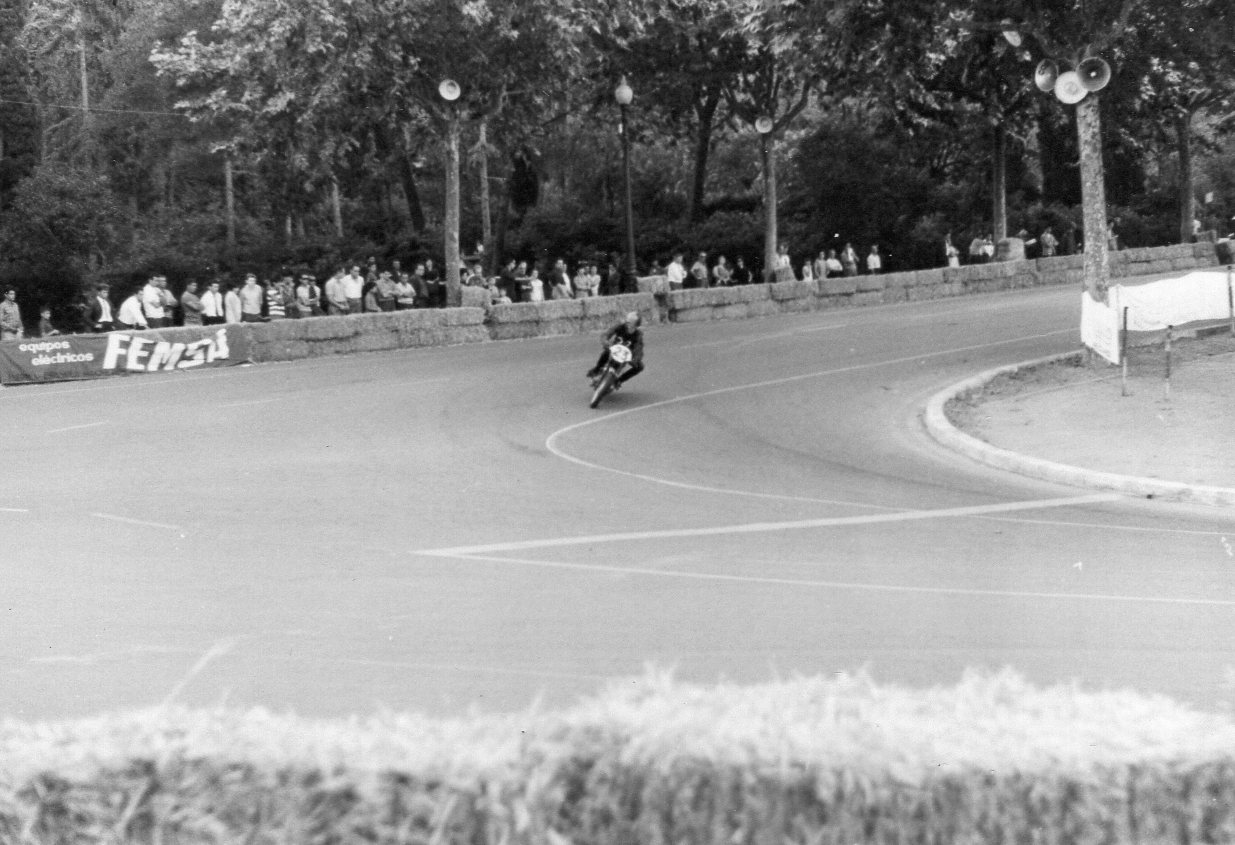
Un moment de la cursa a les 24 Hores de 1966
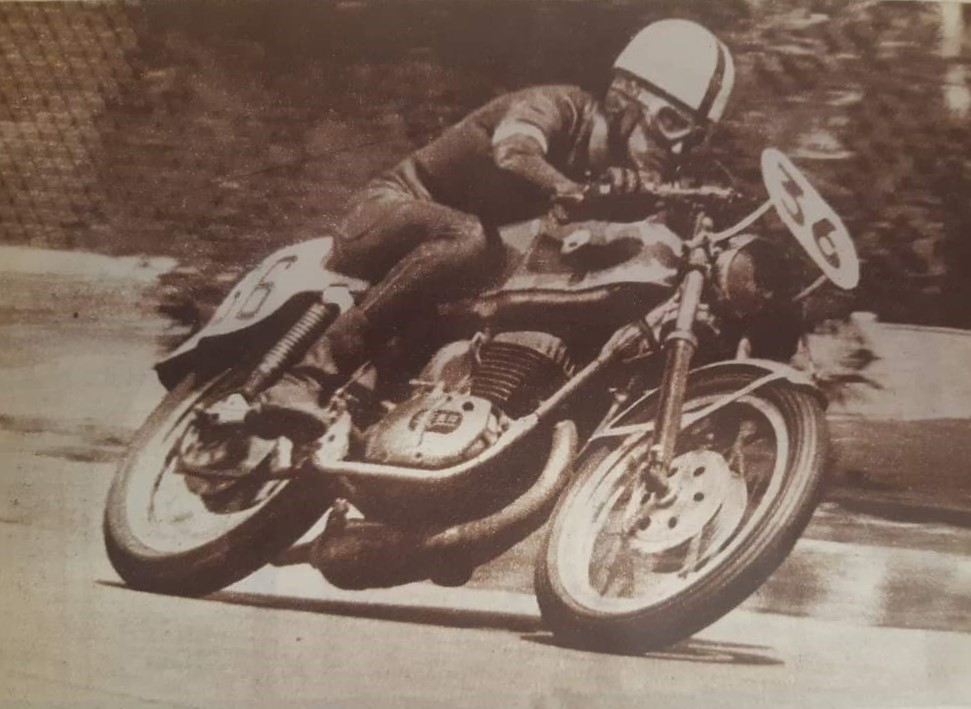
Luis Yglesias a les 24 Hores de 1967
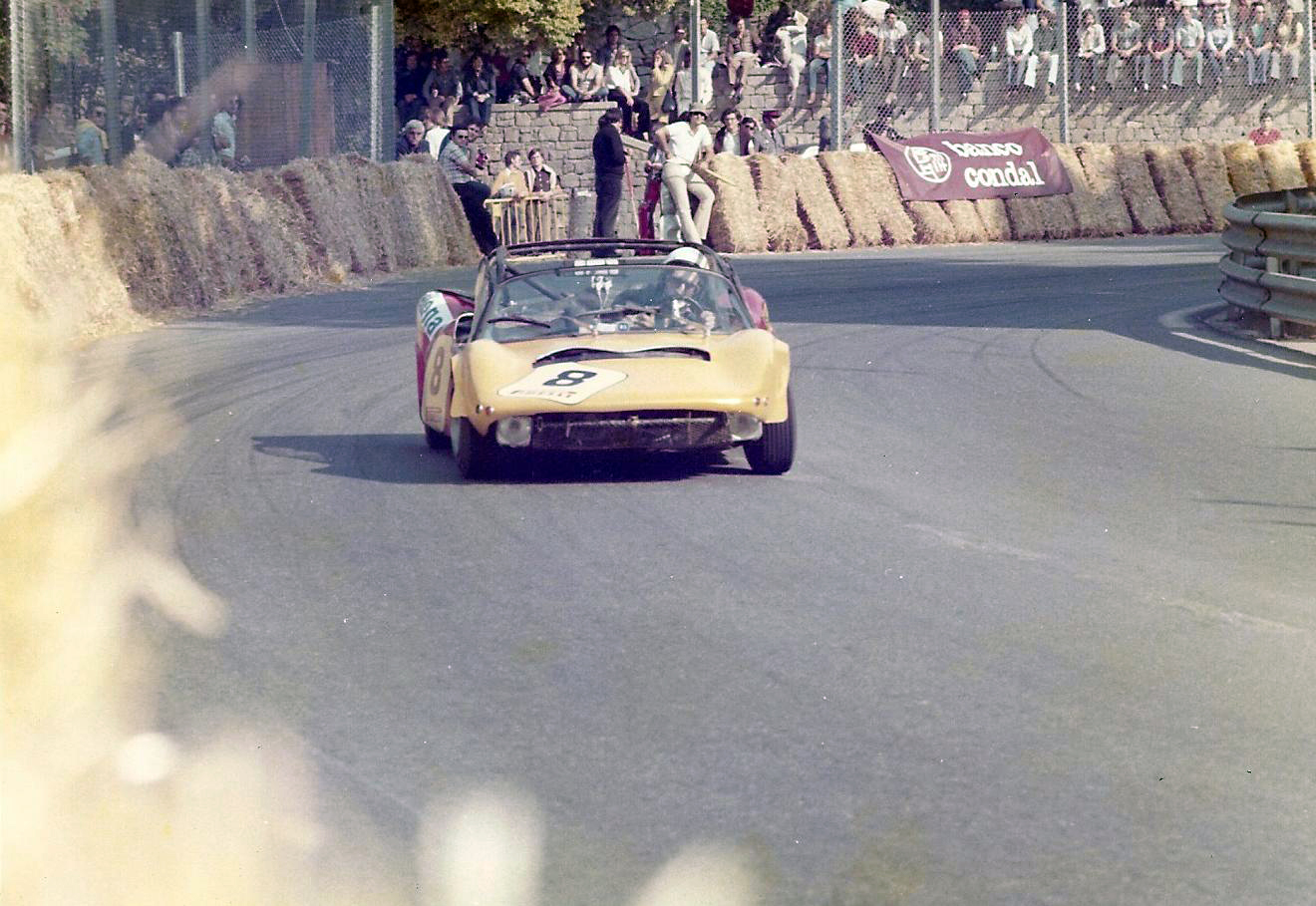
Moment de la cursa al Trofeu de les Escuderies Catalanes de 1973
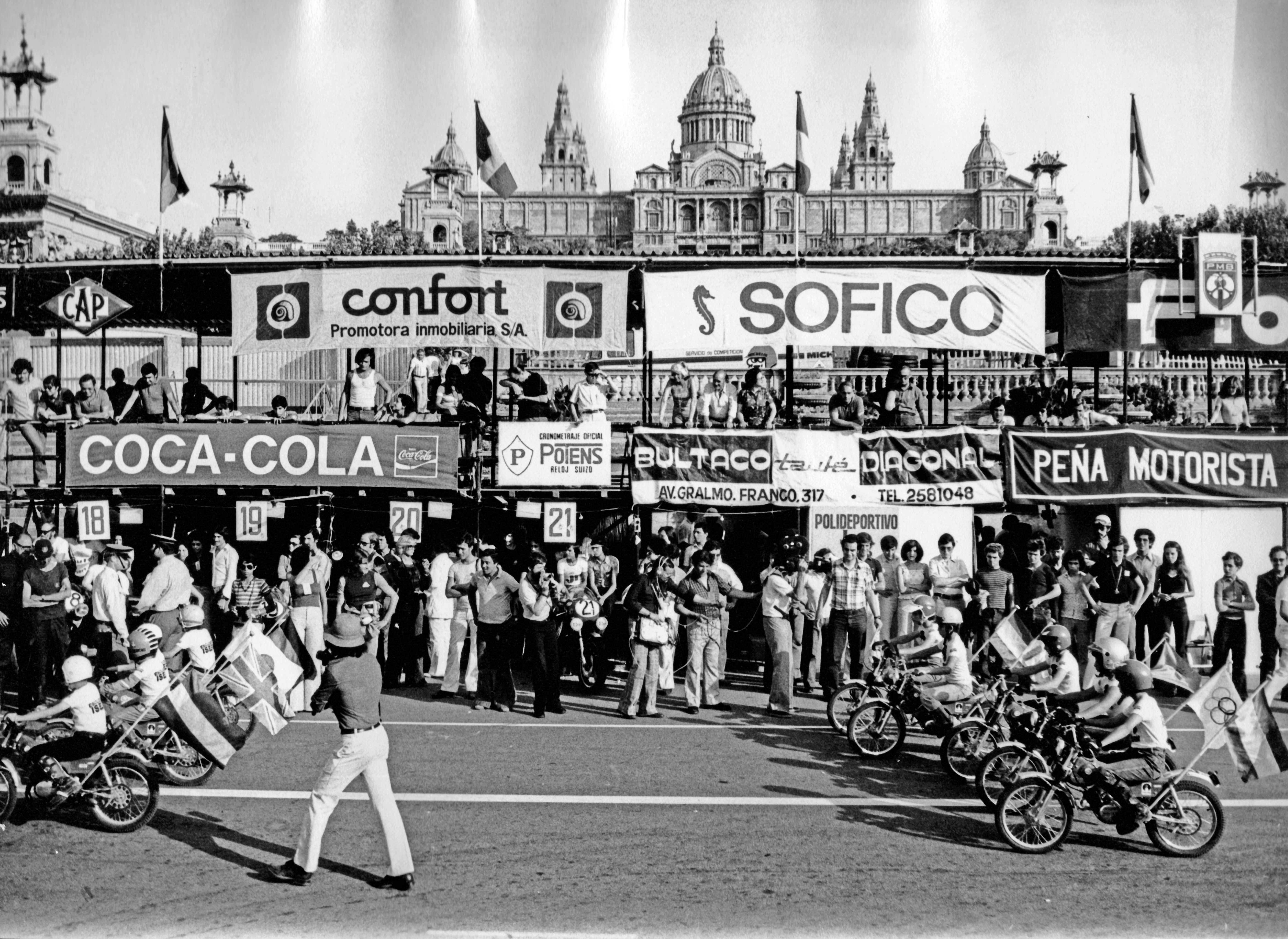
Desfilada infantil a la Recta de les Fonts a les 24 Hores de 1974
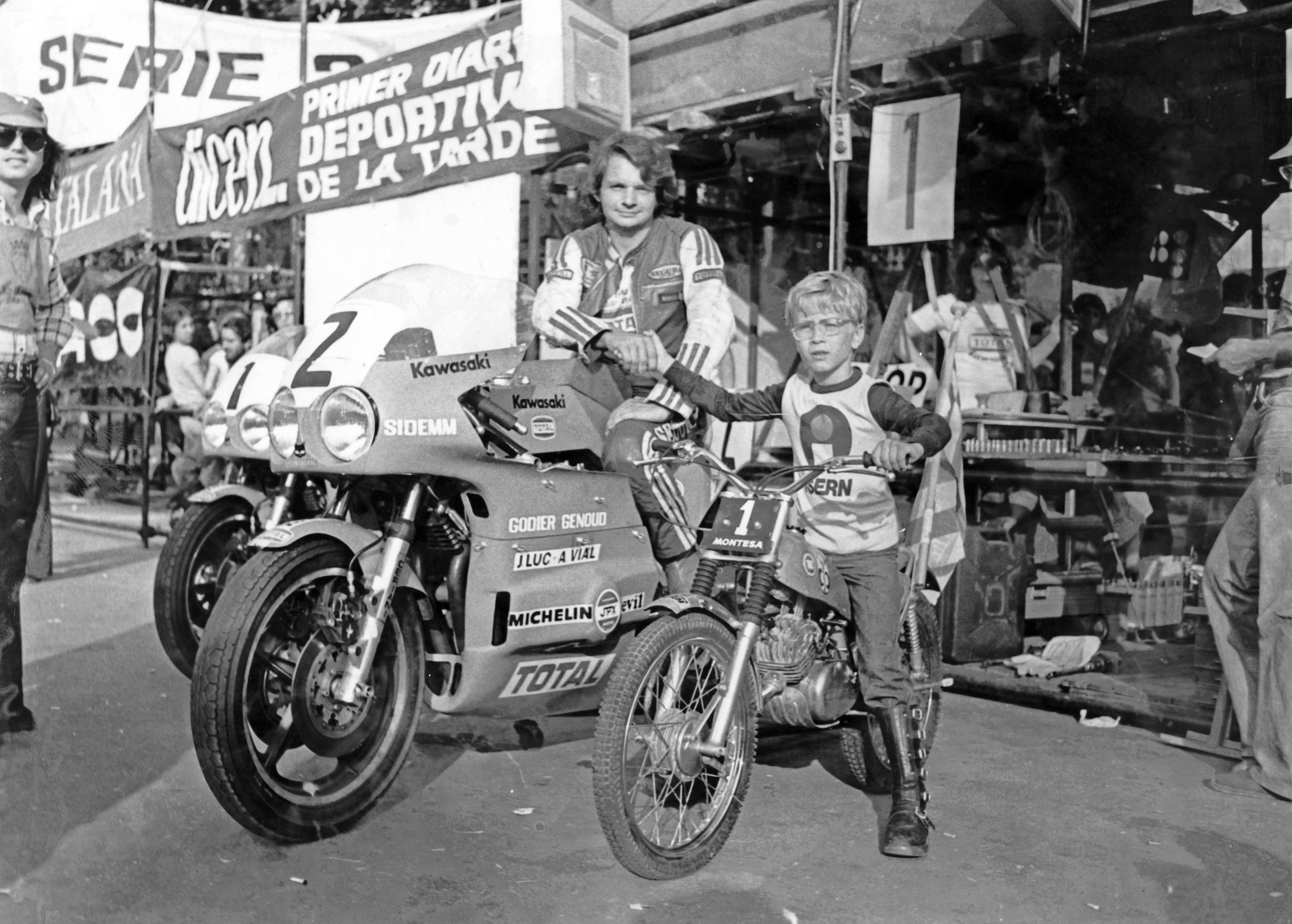
Un nen de l'Escuderia Isern al box de Kawasaki durant les 24 Hores de 1975